# چرا من هم ازدواج کردم؟
چرا من هم ازدواج کردم؟ (انگلیسی: Why Did I Get Married Too) یک فیلم سینمایی کمدی-درام آمریکایی محصول سال ۲۰۱۰ به کارگردانی تایلر پری و بازی جنت جکسون ، تایلر پری ، تاشا اسمیت ، جیل اسکات ، لوئیس گوست، جونیور ، ملک یوبا ، مایکل جای وایت ، شارون لیل لی ، ریچارد تی جونز ، لاممن راکر ، و سیسیلی تایسون تهیه شده توسط کمپانی لاینزگیت و استودیوهای تایلر پری این فیلم ادامه قسمت قبلی چرا ازدواج کردم؟ (۲۰۰۷)  این فیلم از تعامل چهار زوجی است که برای بهبود روابطشان یک هفته به سفر میروند.

## داستان
چهار زوج که با مشکلات اعم از مالی، جسمی و عاطفی سر و کله می زنند، تلاش می‌کنند برای یک بار دیگر در سالگرد ازدواجشان خودی نشان داده و مانع از به هم خوردن رابطه‌شان توسط این مشکلات شوند... 

## تولید
به دلیل مرگ ناگهانی مایکل جکسون، تولید فیلم برای مدت کوتاهی متوقف شد 